# Ban Ban National Park
Ban Ban National Park är en park i Australien. Den ligger i delstaten Queensland, omkring 210 kilometer nordväst om delstatshuvudstaden Brisbane.
Trakten runt Ban Ban National Park är nära nog obefolkad, med mindre än två invånare per kvadratkilometer..
I omgivningarna runt Ban Ban National Park växer huvudsakligen savannskog. Genomsnittlig årsnederbörd är 1 212 millimeter. Den regnigaste månaden är mars, med i genomsnitt 257 mm nederbörd, och den torraste är september, med 21 mm nederbörd.